# トリヴィーニョ
トリヴィーニョ（イタリア語: Trivigno）は、イタリア共和国バジリカータ州ポテンツァ県にある、人口約700人の基礎自治体（コムーネ）。

## 地理

### 位置・広がり

#### 隣接コムーネ
隣接するコムーネは以下の通り。
- アルバーノ・ディ・ルカーニア
- アンツィ
- ブリンディジ・モンターニャ
- カステルメッツァーノ